# Neutrale fractie
De Neutrale fractie werd op 3 september 1918 op initiatief van Henri ter Hall gevormd. De leden behielden het recht voor om eigen standpunten in te nemen. Tot voorzitter werd gekozen W. Treub en tot secretaris A. Staalman.
In de Neutrale fractie zaten Kamerleden van de Economische Bond, de Middenstandspartij, de Neutrale Partij, het Verbond tot Democratisering der Weermacht en de Plattelandersbond. Dit waren liberale partijtjes, die zich - met uitzondering van de Economische Bond - vooral richtten op de belangen van één beroepsgroep.
De in september 1919 benoemde Plattelandsbonder Braat bleef buiten de fractie. In 1921 gingen de leden, met uitzondering van Wijk (VDW) over naar de nieuwe Vrijheidsbond.